# Machine- en tractorstation

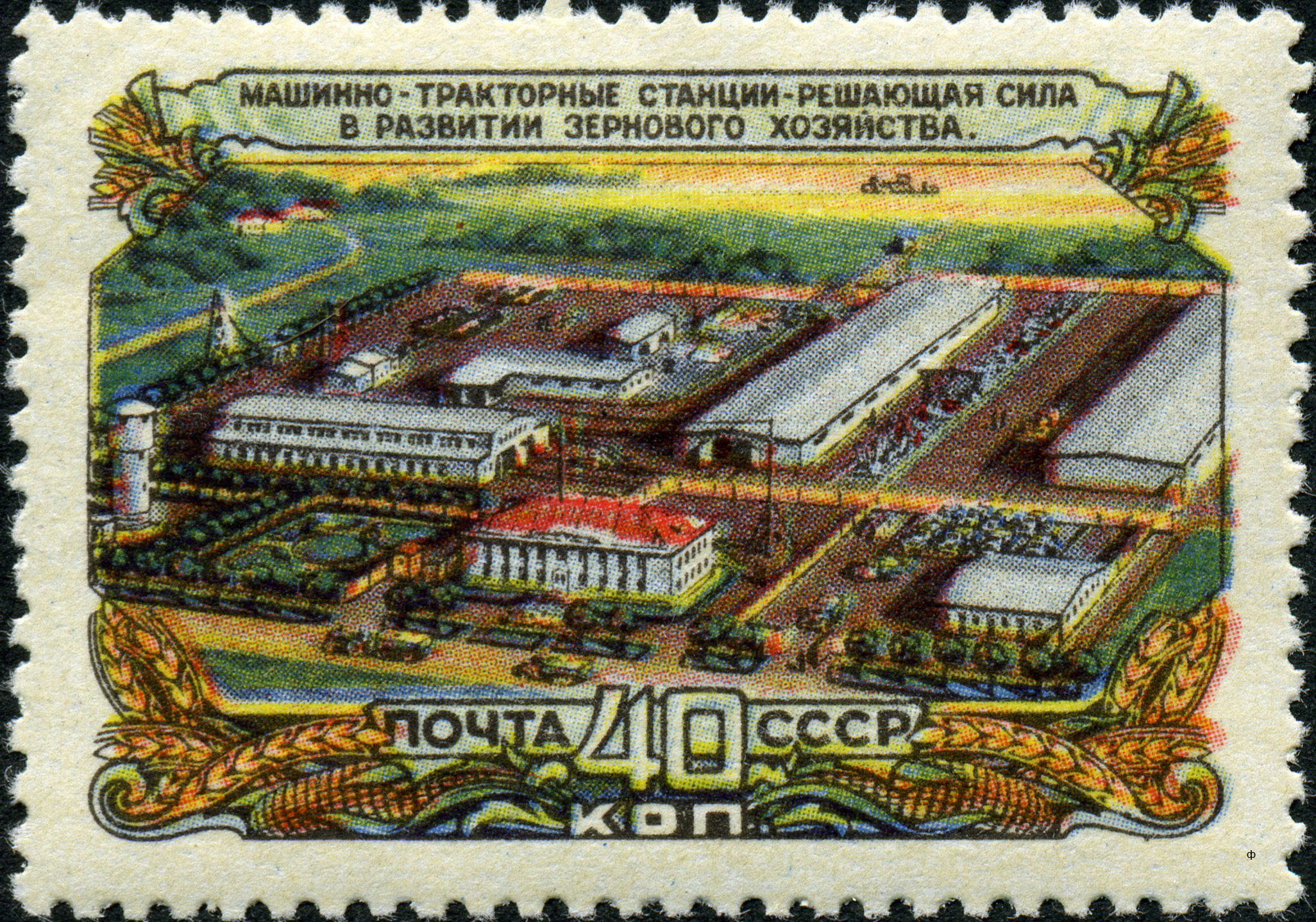
Postzegel met een MTS uit 1940

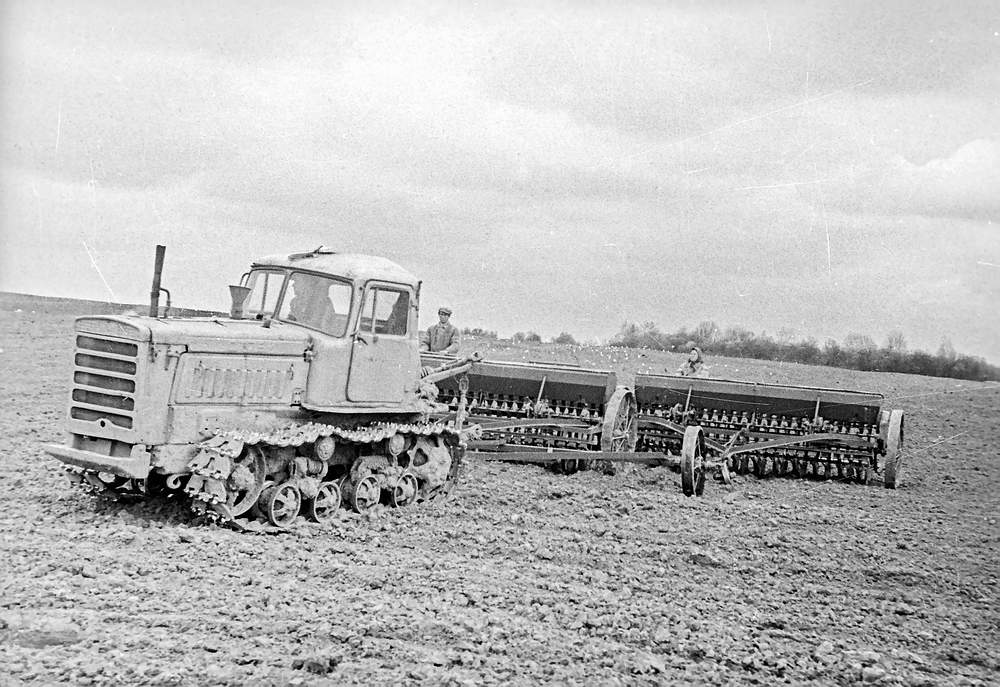
Zaaimachine op het veld

Machine- en tractorstations (MTS'en) (Russisch: машинно-тракторная станция, masjinno-traktornaja stantsija, МТС), waren door de staat gecontroleerde gebouwencomplexen, bedoeld voor de reparatie en opslag van tractoren en andere landbouwmachines in de Sovjet-Unie. De landbouwmachines en tractoren waren beschikbaar voor de naburige kolchozen. De allereerste MTS werd opgericht in de oblast Odessa in 1928. De complexen waren vooral bedoeld om de mechanisatie van de landbouw in te zetten en de landbouwproductie te verhogen.
William Taubman, biograaf van Nikita Chroesjtsjov, beschrijft ze als volgt:
"Zoals de naam al doet vermoeden, waren MTS'en landbouwagentschappen die collectieve boerderijen voorzagen van machines en mensen om die te besturen. Ze waren opgericht in de late jaren 20, een tijd waarin de kolchozen financieel te zwak waren om hun eigen machines aan te kopen en te onderhouden. Ideologisch werden gezien als een "mindere" vorm van staatseigenschap, aangezien ze meer aan verscheidene kolchozen dan aan de staat behoorden. Politiek waren de nieuwe collectieve boerderijen, waarin zoveel boeren met geweld gedwongen waren te werken, onbetrouwbaar. Met andere woorden dienden de MTS'en als een bolwerk van de Partij op het platteland."
De belangrijkste eenheden van een machine- en tractorstation waren tractorbrigades en autobrigades, die bijbehorende agrarische werkzaamheden uitvoerden. Deze werden door de kolchoz betaald in de vorm van een belasting in natura (Russisch: атуральная оплата, натуроплата, natoeroplata), meestal met delen van hun oogst. Na verloop van tijd werden de MTS'en een instrument van de overschakeling van kolchozen naar sovchozen, die volledig van de staat waren. Tegen 1932 hadden de stations in totaal 75.000 tractoren in hun bezit, en dit aantal bleef groeien.
Tijdens het bewind van Chroesjtsjov vonden belangrijke veranderingen plaats in de landbouwsector. Aanvankelijk kreeg de MTS meer steun vanuit de staat, er kwam extra geld en personeel en de kwaliteit van de bestuurders verbeterde. Tussen de MTS en de kolchoz was altijd een spanningsveld. De MTS moest voldoen aan de eisen van het vijfjarenplan en moest een minimale hoeveelheid werk, denk aan zoveel hectare ploegen of oogsten, verzetten. De kolchoz had productiedoelstellingen in tonnen product en wilde eigenlijk zo min mogelijk diensten van de MTS afnemen waarvoor deels in landbouwproducten betaald moest worden. Na zijn bezoek aan de Verenigde Staten en Canada gaf Chroesjtsjov de voorkeur aan grote boerenbedrijven. Er kwamen meer sovchozen, deze hadden de beschikking over een eigen machinepark, en kolchozen werden samengevoegd tot grotere eenheden. De MTS, als dienst voor de kolchoz, verdween en tractoren, landbouwmachines en medewerkers werden naar de boerderijen overgeplaatst. Hiermee werd het spanningsveld tussen MTS en kolchoz ook opgelost. Voor de MTS medewerkers was dit een achteruitgang in hun positie en veel besloten te overstap niet te maken. De kolchoz kreeg wel de machines, maar niet voldoende personeel om de machines te bedienen.
De MTS'en werden getransformeerd tot machinereparatiestations (RTS) (Russisch: ремонтно-техническая станция, РТС, remontno-technitsjeskaja stantsija), die nog voor lange tijd met de oude naam genoemd werden. In 1972, onder Leonid Brezjnev, werden ze weer hernoemd naar Regionale Associaties of "Selchoztechnika" (Russisch: Сельхозтехника, een afkorting van сельскохозяйственная техника, landbouwmachines). 
In het huidige Rusland ijveren sommige economen voor de herinvoering van MTS'en ter ondersteuning van kleine boeren.